# The Last Stand (Sabaton-Album)
The Last Stand ist das achte Studioalbum der schwedischen Heavy-Metal-Band Sabaton, das im August 2016 erschien. Bei den meisten genannten Ereignissen handelt es sich bei den besungenen Soldaten um den letzten Widerstand (englisch: „The Last Stand“).

## Entstehung und Veröffentlichung
Die Erstveröffentlichung von The Last Stand erfolgte am 19. August 2016 bei Nuclear Blast. Das Album erschien in seiner Originalausführung als CD (Katalognummer: 27361 37342), Download, LP (Katalognummer: 27361 37341) und Streaming mit elf Titeln. Am gleichen Tag erschien eine Deluxeversion mit zwei Bonustiteln und einem Videoalbum (Katalognummer: 27361 37340). Das Layout des Albums stammt von Gitarrist Chris Rörland.
Geschrieben wurden die meisten Lieder von den beiden Sabaton-Mitgliedern Joakim Brodén und Pär Sundström, wobei Brodén an allen Liedern der Standardausführung mitschrieb, während Sundström nur bei Shiroyama nicht am Schreibprozess beteiligt war. Dieses schrieb Brodén zusammen mit Bandkollegen Thorbjörn Englund. Bei den ersten beiden Liedern Last Dying Breath und Sparta wurden die beiden von Koautor Ken Kängström unterstützt. Das Lied The Last Stand schrieben sie zusammen mit Bandkollegen Rörland. Für die Produktion aller Lieder zeichnete, wie auch bei den meisten Vorgängeralben, Peter Tägtgren verantwortlich, der auch für den Schreibprozess und die Produktion der Bonustitel All Guns Blazing und Camouflage verantwortlich war.
Wie auch World War Live – Battle of the Baltic Sea und die beiden vorangegangenen Alben wurde The Last Stand von Jonas Kjellgren gemastert. Die Lebensgefährtin des Schlagzeugers Hannes Van Dahl; Floor Jansen sang im Hintergrundchor.

## Inhalt
Pär Sundström äußerte sich in einem Interview mit der Hamburger Morgenpost vom 16. August 2016 folgendermaßen zum Album: „Es erzählt von Gefechten aus den vergangenen 2500 Jahren. Gefechte, bei denen Menschen auf verlorenem Posten standhaft blieben. […] Vom neuen Album mag ich ‚Shiroyama‘. Ich hoffe, der bleibt lange in unserer Setlist!“

## Titelliste
1. Sparta (Musik: Brodén/Kängström; Text: Brodén/Sundström)
2. Last Dying Breath (Musik: Brodén/Kängström; Text: Brodén/Sundström)
3. Blood of Bannockburn (Musik: Brodén; Text: Sundström)
4. Diary of an Unknown Soldier (Musik: Brodén; Text: Brodén/Sundström)
5. The Lost Battalion (Musik: Brodén; Text: Brodén/Sundström)
6. Rorke’s Drift (Musik: Brodén; Text: Brodén/Sundström)
7. The Last Stand (Musik: Brodén/Rörstrand; Text: Brodén/Sundström)
8. Hill 3234 (Musik: Brodén; Text: Brodén/Sundström)
9. Shiroyama (Musik: Brodén/Englund; Text: Brodén)
10. Winged Hussars (Musik: Brodén; Text: Brodén/Sundström)
11. The Last Battle (Musik: Brodén; Text: Brodén/Sundström)

Bonustitel
1. Camouflage (Ridgway)
2. All Guns Blazing (Halford/Downing/Tipton)
3. Afraid to Shoot Strangers (Harris) (nur auf der Earbook-Edition)
4. Burn in Hell (Snider) (nur auf der japanischen Version)

Bonus CD und DVD der Earbook Edition (Live aufgenommen am 24. Februar 2016 in Nantes, Frankreich)
1. The March to War
2. Ghost Division
3. Far from the Fame
4. Uprising
5. Midway
6. Gott mit uns
7. Resist and bite
8. Wolfpack (nur auf der DVD enthalten)
9. Dominium Maris Baltici (enthält eigentlich Dominium Maris Baltici und The Lion from the North)
10. Carolus Rex
11. Swedish Pagans
12. Soldier of 3 Armies
13. Attero Dominatus
14. The Art of War
15. Wind of Change
16. To Hell and Back
17. Night Witches
18. Primo Victoria
19. Metal Crüe

## Einzelne Informationen zu Liedern
Sparta
Das Lied handelt von der Schlacht bei den Thermopylen und dem Kampf der Griechen gegen die persische Übermacht.
Last Dying Breath
Last Dying Breath (Letzter Atemzug) behandelt die Verteidigung der Stadt Belgrad gegen österreich-ungarische und deutsche Truppen zu Beginn des Ersten Weltkriegs. Das Stück ist eines der wenigen, bei denen die Band den Ort des Geschehens vor dem Schreiben des Textes besichtigte. Außerdem sind Teile des Textes an ein Zitat von Major Dragutin Gavrilovic, dem Kommandanten der serbischen Truppen bei der Verteidigung der Stadt, angelehnt
Blood of Bannockburn
Blood of Bannockburn (Blut von Bannockburn) beschreibt das Geschehen um die Schlacht von Bannockburn, eine der entscheidenden Schlachten in den Schottischen Unabhängigkeitskriegen des späten 13. und des 14. Jahrhunderts. Im Beiheft des Albums ist „Sunmo“, ein befreundeter Anwalt der Band, als Instrumentalist für das Hammondorgelsolo des Liedes verzeichnet. Er reiste eigens mit seiner Hammondorgel nach Pärlby, um das Solo dort unentgeltlich einzuspielen. Es stellt aus zweierlei Sicht ein musikalisches Novum für Sabaton dar. Zum einen ist Blood of Bannockburn das einzige Stück der Gruppe, das Dudelsäcke miteinbezieht, zum anderen ist es das erste Sabaton-Stück, das in Dur geschrieben wurde.
Diary of an Unknown Soldier
Diary of an Unknown Soldier (Tagebuch eines unbekannten Soldaten) soll das Gefühl eines der Soldaten beschreiben, die an der Maas-Argonnen-Offensive teilnahmen. Gleichzeitig ist es das Intro zum Lied The Lost Battalion.
The Lost Battalion
The Lost Battalion (Das verlorene Bataillon) bezieht sich auf neun Kompanien der 77. US-Division während der Maas-Argonnen-Offensive, eine der letzten Großoffensiven des Ersten Weltkriegs. Die Bassdrum wurde für das Stück durch ein Sample eines 12.7-mm-Maschinengewehrs ersetzt, die Snaredrum durch ein Sample einer 9-mm-Pistole und die Hihat durch das Sample eines Bajonetts, das in einen menschlichen Körper eindringt.
Rorke’s Drift
Rorke’s Drift setzt sich mit der Schlacht um Rorke’s Drift im 19. Jahrhundert in Südafrika auseinander.
The Last Stand
The Last Stand (Der letzte Widerstand) handelt von der Tapferkeit der Schweizergarde während des Sacco di Roma im Jahr 1527.
Hill 3234
Das Lied Hill 3234 (Hügel 3234) behandelt die Schlacht um Hügel 3234 zwischen sowjetischen Fallschirmjägern und afghanischen Mudschahedin während der sowjetischen Invasion Afghanistans.
Shiroyama
Shiroyama befasst sich mit der Schlacht von Shiroyama, welche am 24. September 1877 am Hügel Shiroyama nahe Kagoshima zwischen einer kaiserlichen Armee und wenigen Hundert aufständischen Samurai stattfand und markiert das Ende der Satsuma-Rebellion.
Winged Hussars
Winged Hussars (Flügelhusaren) besingt die schwere polnische Reiterei der Hussaria und ihre Rolle in der Befreiung der Stadt Wien in der zweiten Wiener Türkenbelagerung.
The Last Battle
The Last Battle (Die letzte Schlacht) behandelt den gemeinsamen Kampf von Wehrmachtssoldaten und amerikanischen GIs gegen die SS, während der Schlacht um Schloss Itter zum Ende des Zweiten Weltkriegs in Europa.
All Guns Blazing
Das Coverstück von Judas Priest ist eines von vier Duetten, die die Band veröffentlicht hat. Zuvor hatte Thorbjörn Englund, der die zweite Stimme in dem Lied singt, bereits 2014 eine Coverversion veröffentlicht, auf der alle Instrumente selber spielt. Zudem war bereits 2014 geplant, das Stück als Bonustitel für Heroes aufzunehmen.

## Rezensionen
- Lothar Gerber schrieb für den Metal Hammer: „Hoch anzurechnen ist den Power-Metallern zudem, dass ihnen kein einziger Rohrkrepierer oder Skip-Kandidat auf THE LAST STAND geschlüpft ist. Das ‘Creeping Death’-Zitat in ‘Hill 3234’ beachten wir gar nicht weiter beziehungsweise werten es als Hommage an die Größten des Genres. Wenn Avenged Sevenfold mit so etwas durchkommen, dann Sabaton erst recht. All das macht klar: Sabaton wollen weiter auf ihrer Erfolgswelle surfen und das nächste Level erklimmen, um mittelfristig von ganz allein Stadien zu füllen. Die klanglichen Weichen sind mit dieser Sabatonne an Hits auf jeden Fall gestellt.“[12]

- Jürgen Lugerth beurteilte das Album für laut.de recht negativ: „Na denn. All die Sabaton-Jünger dieser Welt werden das neue Produkt begeistert und voller Euphorie an ihr Herz drücken und weiter bierselige Kriegsheldenpartys in Stadien und Hallen feiern. Schunkeln zu rockig verpackten Geschichten von tausendfachem Tod. Wer braucht so etwas, vor allem in Zeiten wie diesen? Das Cover der Platte ist übrigens einfach nur eine weitere Scheußlichkeit zwischen feldgrau und schmutzbraun. Rein künstlerisch ungenügend, wie der ganze Rest.“[13]

## Kommerzieller Erfolg

### Chartplatzierungen
| ChartsChartplatzierungen       | Höchstplatzierung | Wochen |
| ------------------------------ | ----------------- | ------ |
| Deutschland (GfK)              | 2 (9 Wo.)         | 9      |
| Österreich (Ö3)                | 2 (5 Wo.)         | 5      |
| Schweden (GLF)                 | 1 (31 Wo.)        | 31     |
| Schweiz (IFPI)                 | 1 (9 Wo.)         | 9      |
| Vereinigte Staaten (Billboard) | 63 (1 Wo.)        | 1      |
| Vereinigtes Königreich (OCC)   | 17 (1 Wo.)        | 1      |

| ChartsJahrescharts (2016) | Platzierung |
| ------------------------- | ----------- |
| Deutschland (GfK)         | 86          |
| Schweden (GLF)            | 53          |

| ChartsJahrescharts (2017) | Platzierung |
| ------------------------- | ----------- |
| Schweden (GLF)            | 83          |

### Auszeichnungen für Musikverkäufe
| Land/Region        | Auszeichnungen für Musikverkäufe (Land/Region, Auszeichnung, Verkäufe) | Verkäufe |
| ------------------ | ---------------------------------------------------------------------- | -------- |
| Deutschland (BVMI) | Gold                                                                   | 100.000  |
| Polen (ZPAV)       | Gold                                                                   | 10.000   |
| Schweden (IFPI)    | Gold                                                                   | 20.000   |
| Tschechien (IFPI)  | Gold                                                                   | 2.500    |
| Insgesamt          | 4× Gold ·                                                              | 132.500  |